# Harald Sæverud - i en alder af 88 år
Harald Sæverud - i en alder af 88 år er en dokumentarfilm fra 1985, instrueret af Jørgen Roos som også har skrevet  manuskriptet.

## Handling
Filmen handler om den norske komponist Harald Sæverud i sit hjem 'Siljústøl' udenfor Bergen, hans liv og univers fortalt af ham selv med klavermusik spillet af pianisten Jan Henrik Kayser.